# Биограф-театр
Биограф-театр (англ. Biograph Theater) — театр на Линкольн-авеню в районе Линкольн-парк в Чикаго, штат Иллинойс. Изначально Биограф-театр был кинотеатром, но теперь там проходят живые спектакли. Театр получил известность как место смерти грабителя банков Джона Диллинджера, когда его застрелили агенты ФБР, после того как он посмотрел гангстерский фильм 22 июля 1934 года. Театр включен в Национальный реестр исторических мест и был признан достопримечательностью Чикаго 28 марта 2001 года.

## История

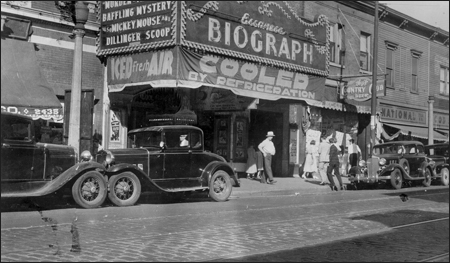
Фотография, сделанная ФБР в 1934 году, вскоре после расстрела Диллинджера у кинотеатра

Спроектированное архитектором Сэмюэлем Н. Кроуэном в 1914 году, здание «Биограф» имеет многие отличительные черты кинотеатров того периода, включая вестибюль шириной с витрину, утопленный вход, отдельно стоящую билетную кассу и козырек. Здание отделано красным прессованным кирпичом и белой глазурованной терракотой.
22 июля 1934 года, после посещения фильма «Манхэттенская мелодрама» с мадам из публичного дома Аной Кумпенаш, также известной как Анна Сейдж (или «Женщина в красном»), и Полли Гамильтон, Джон Диллинджер был застрелен возле кинотеатра агентами ФБР во главе с Мелвином Пурвисом, когда он попытался выхватить пистолет и скрыться в толпе, увидев их. О местонахождении Диллинджера ФБР стало известно от Кумпенаша под угрозой депортации на родину, в Румынию.
С 1970-х по 1980-е годы Биограф был центром Чикаго для полуночных показов культового костюмированного «Шоу ужасов Рокки Хоррора».
В июле 2004 года, после 90 лет работы в качестве кинотеатра при разных владельцах, чикагский театр Victory Gardens Theater объявил о покупке кинотеатра для использования в качестве концертного зала. Театр был полностью отремонтирован архитектором Дэниелом П. Коффи, который построил сцену с просцениумом и сидячими местами на 299 человек. Большая лестница, которая была частью оригинальной структуры, была восстановлена и ведет на второй этаж здания, где находится театр-студия на 135 мест и прилегающее репетиционное/многофункциональное помещение. Проект стоимостью 11 миллионов долларов США по строительству нового театра был завершен осенью 2006 года. Новая сцена имеет глубину 30 футов (9,1 м) и ширину 32 фута (9,8 м), с 16 футами (4,9 м) кулис по обе стороны. Под сценой имеется 8-футовое (2,4 м) пространство для ловушек. Над сценой имеется ограниченное пространство для полетов. За сценой находятся две гримерные и зеленая комната. Фойе стало шире, чем во времена кинотеатров, а туалеты были расширены.
Фасады театра и прилегающих предприятий были отреставрированы, чтобы выглядеть так, как они выглядели в 1934 году, для фильма 2009 года «Джонни Д.». Театр также показан в фильме 2000 года «Фанатик», в котором перестрелка с Диллинджером, по ошибочному утверждению, произошла в театре.